# 奧米什

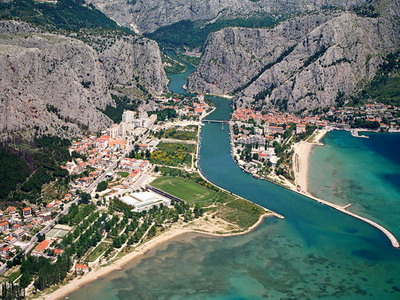

奧米什（[ɔ̌miːʃ]）是克羅地亞的城鎮，位於該國南部采蒂纳河注入亚得里亚海的位置，西北距離首府斯普利特25公里，由斯普利特-達爾馬提亞縣負責管轄，面積103平方公里，2011年人口14,936。

## 经济
奥米什的经济主要依靠农业、渔业、纺织业、食品加工业和旅游业。

## 友好城市
- 斯洛維尼亞薩瓦河畔扎戈列
- 義大利圣费利切德尔莫利塞
- 捷克内波穆克
- 捷克哈维若夫
- 波爾
- 俄羅斯梁赞
- 比利时迪克斯迈德

## 外部連結
- 官方网站
- Omiš tourist board official website （页面存档备份，存于）